# هاكون ثيلين
هاكون ثيلين (بالنرويجية البوكمول: Håkon Thelin)‏ هو موسيقي وملحن نرويجي، ولد في 1976.